# گورنگی باربش
گورنگی باربش (به صربی: Gornji Barbeš) یک منطقهٔ مسکونی در صربستان است که در گاجین خان واقع شده‌است.